# 心乃ひまり
心乃 ひまり（こころの ひまり、1995年11月30日 - ）は、北海道出身のAV女優。シエロ所属。

## 略歴・人物
2017年2月に「来栖まゆ（くるす まゆ）」としてAVデビュー。所属事務所はルーセントプロダクション。
趣味はAV女優のイベントに行く、食玩、食品サンプル収集。特技は水泳。
2017年4月、所属事務所をシエロに移籍。「心乃ひまり」に改名した。

## 出演作品

### アダルトDVD
2017年
- 「私、どうしてもAV女優になりたいんです。」 “北海道の奇跡” 来栖まゆ AVデビュー（2月10日、プレステージ）
- 最高の愛人と、最高の中出し性交。 11（2月24日、プレステージ）※「まゆ」名義
- 新・絶対的美少女、お貸しします。 ACT.69（3月10日、プレステージ）
- 北海道産! 純情なのにどスケベ過ぎるメイド! 来栖まゆ20歳 「はい…中で出してください」 上京したばかりの純情娘は超ご奉仕型ドMでした〜（4月7日、ゴールデンタイム）
- 北関東の有名ナンパスポットで見つけた不思議系少女はナ・ン・トおチ●ポ舐めたい病だった!! ナンパJAPAN EXPRESS Vol.47（4月13日、ナンパJAPAN）
- ハメレポ 〜私の恥ずかしい姿を最後までレポートします〜（4月19日、パコパコ団とゆかいな仲間たち）他出演:七海ゆあ
- モニタリング 新一年生JD娘×父親 マジックミラーの向こうにはお母さん! 18歳限定!! 入学式直後の女子大生の娘とお父さんが2人きりの密室でHなミッションに挑戦! 成長した娘の身体に触れた父親は理性を失いマジックミラー越しに見える母の目の前で、禁断の近親相姦をしてしまうのか?! -ま・さ・か・の連続射精スペシャル-（4月20日、SODクリエイト）※「かなこ」名義　他出演:さき、なおこ、あずさ
- 実家を離れ、初めて1人暮らしをする世間知らずな田舎娘は、近所の男の目を気にしない格好で興奮させる!（4月21日、DOC）他出演:藤川れいな、小泉麻里
- 街行く素人お姉さん 「あなたのエロテク見せてください!」 〜20分以内にイカせられたら賞金10万円〜（4月21日、DOC）他出演:推川ゆうり、成宮かんな、白石雪愛、千葉みゆ、水川愛莉、伊東紅蘭、白石りん、夏乃ひまわり
- 生中出し若妻ナンパ! 27（5月12日、S級素人）※「まゆ」名義　他出演:みのり。あや、さなえ、るな
- 素人男女観察バラエティAV! 終電逃した大学生がHゲームで宿ゲット!! 女友達と二人きりの絶倫中出しSEX!（5月15日、ピーターズ）※「ゆう」名義　他出演:咲、みずき、あやか
- 人気すぎて予約が取れない現役JK風俗 出席番号001 まゆ（5月26日、宇宙企画）※「まゆ」名義
- 「男の子はパンチラが好きって本当かな…?」 内気な僕は、クラスの女子が恥ずかしい事を試すのにちょうどいい実験台。スケベ!変態!と罵られながら小悪魔挑発され、僕のチ●ポは噴火寸前!生のまんまでS●Xの練習にまで付き合わされ…（5月26日、SCOOP）他出演:水谷あおい、斉藤みゆ、涼宮琴音
- 零式トランスアクメエクスタシー（6月16日、ONEZ）
- 禁断のポルチオ&スペンス乳腺 アンチエイジングオイルマッサージ店ガチ盗撮（7月14日、SCOOP）※「まき」名義　他出演:まい、あい、まりこ
- 現役女子大生ナマ中出しライフ 10（8月11日、S級素人）※「マユ」名義　他出演:エミリ、ユア、ルナ
- あの手この手でオンナを騙す非合法AVメーカーからの流出動画集!!（8月11日、S級素人）他出演:水谷心音、今井ゆあ、泉ののか